# Lachen om Home Video's
Lachen om Home Video's is een Nederlands televisieprogramma dat wordt uitgezonden op SBS6. In het programma worden thuisgemaakte video's met bloopers vertoond. Deze video's zijn meestal afkomstig van het Amerikaanse tv-programma America's Funniest Home Videos. Vaak zit er een Engelstalige voice-over in de filmpjes, maar incidenteel ook een Nederlandse. Er is aan het eind van de blooper altijd een lachsalvo te horen.
Enige tijd konden (Nederlandse) kijkers eigen filmpjes inzenden naar het programma. Aan het einde van het programma werden twee beste filmpjes uitgezonden. Aanvankelijk werd het programma uitgezonden vanaf diverse locaties, waarbij soms enkele passanten aan het woord werden gelaten. Later werd het programma vanuit de studio gepresenteerd. Soortelijke programma's zijn De Leukste Thuis, Australia's Funniest Home Videos en America's Funniest Home Videos.
De presentatie was tot en met juni 2015 in handen van Hans Kraay jr. Daarna presenteerde Jochem van Gelder het programma, tot hij in 2017 vertrok bij SBS. Vanaf 23 december 2017 presenteerde Wietze de Jager het programma voor een jaar. Op 1 september 2018 nam Airen Mylene het programma van hem over. Tijdens haar zwangerschap werd de presentatie overgenomen door Harry Piekema. Vanaf april 2024 is de presentatie in handen van Britt Dekker.